# Mad Max (jogo eletrônico de 2015)
Mad Max é um videojogo de acção-aventura focado em combates com veículos num ambiente em mundo aberto pós-apocalíptico, baseado na série de filmes Mad Max. Oficialmente revelado em Junho de 2013 durante a conferencia de imprensa da Sony na E3, Mad Max foi produzido pelo estúdio sueco Avalanche Studios e publicado pela Warner Bros. Interactive Entertainment em Setembro de 2015 para PlayStation 4, Xbox One, e PC (Linux e Microsoft Windows).

## Sinopse
Depois de alguns saqueadores lhe terem roubado o seu V8 Interceptor, Max embarca numa demanda para reclamar de volta o seu veiculo. Max junta forças com o mecânico Chumbucket, um "sócio idiota erudito", e comanda um veículo capaz de uma enorme personalização - o "Magnum Opus". Lutando até encontrar o seu veiculo, Max irá encontrar muitos outros pelo Outback australiano, tanto amigos como inimigos. No entanto, Max espera também encontrar o "Plains of Silence", um lugar onde poderá encontrar sossego para a sua loucura.